# Bartek zwycięzca
Bartek zwycięzca – nowela Henryka Sienkiewicza z 1882 roku.

## Treść
Akcja toczy się w II połowie XIX wieku. Główny bohater, Bartek Słowik jest prostym chłopem mieszkającym we wsi Pognębin w Wielkopolsce (ówczesny zabór pruski). Ma żonę i dziecko. Jego spokój zostaje zburzony, kiedy w 1870 roku wybucha wojna prusko-francuska. Bartek jako obywatel Prus zostaje wcielony do wojska i wysłany na wojnę. Dzięki swojej ogromnej sile,  ogłupiony pruską propagandą i dyscypliną wojskową Bartek wyróżnia się podczas bitwy, zyskując uznanie pruskich generałów. W czasie jednej z akcji przeciwko partyzantom jego oddział bierze do niewoli grupę jeńców. Dwóch z nich okazuje się Polakami, którzy służyli we francuskiej armii. Od tego momentu zaczyna się zastanawiać nad tym, z kim walczy i o co walczy. Nie decyduje się jednak na uwolnienie jeńców. Od tego momentu zaczyna pić coraz więcej alkoholu i szybko zapomina o swoich skrupułach. 
Po wojnie wraca do domu jako człowiek zdemoralizowany ze skłonnością do alkoholu. Jego gospodarstwo jest zrujnowane i zadłużone. Bartek uważa, że zrobił tyle dobrego dla Prus, iż należy mu się i jego rodzinie szacunek. Jednak okazuje się, że po zwycięskiej wojnie wśród miejscowych Niemców wzrosły tendencje nacjonalistyczne. Bartek przekonuje się o tym, kiedy jego syn zostaje pobity przez niemieckiego nauczyciela. Kiedy wstawia się za synem, dochodzi do bójki. Pobity nauczyciel oskarża go w sądzie, który bierze stronę Niemca. Bartek trafia na rok do więzienia. Jest rozgoryczony i załamany. Na dodatek jego gospodarstwo zadłużone u Niemców popada w ruinę. Pomoc oferuje mu miejscowy polski dziedzic. Jednak Bartek zastraszony przez oficerów niemieckich nie głosuje na niego w czasie wyborów lokalnych i zostaje potępiony przez polską społeczność. Ostatecznie wraz z rodziną musi opuścić swoje zadłużone gospodarstwo.